# Johann Ernst al III-lea, Duce de Saxa-Weimar
Johann Ernst al III-lea, Duce de Saxa-Weimar (n. 22 iunie 1664, Weimar, Saxa-Weimar – d. 10 mai 1707, Weimar, Saxa-Weimar), a fost Duce de Saxa-Weimar.

## Biografie
A fost al doilea fiu al Ducelui Johann Ernst al II-lea de Saxa-Weimar și a Christine Elisabeth de Schleswig-Holstein-Sonderburg. După decesul tatălui său în 1683 el a moștenit ducatul de Saxa-Weimar împreună cu fratele său mai mare, Wilhelm Ernst.
Johann Ernst a fost alcolic; acest lucru si lipsa de interes față de guvernare a fost în avantajul fratele său, care a devenit de facto singurul, autocratic, conducător al ducatul.
La Zerbst la 11 octombrie 1685 Johann Ernst s-a căsătorit cu Prințesa Sophie Auguste de Anhalt-Zerbst. Cuplul a avut cinci copii:
1. Johann Wilhelm (n. 4 iunie 1686, Weimar - d. 14 octombrie 1686, Weimar).
2. Ernst August I, Duce de Saxa-Weimar (n. 19 aprilie 1688, Weimar - d. Eisenach, 19 January 1748), mai târziu a moștenit Eisenach și Jena.
3. Eleonore Christiane (n. 15 aprilie 1689, Weimar - d. 7 februarie 1690, Weimar).
4. Johanna Auguste (n. 6 iulie 1690, Weimar - d. 24 ugust 1691, Weimar).
5. Johanna Charlotte (n. 23 noiembrie 1693, Weimar - d. 2 martie 1751, Weimar).

La numai două luni după decesul soției sale, la 4 noiembrie 1694, la Kassel, s-a căsătorit cu Charlotte Dorothea Sophia de Hesse-Homburg.  Cuplul a avut patru copii:
1. Karl Friedrich (n. 31 octombrie 1695, Weimar  - d. 30 martie 1696, Weimar).
2. Johann Ernst (n. 25 decembrie 1696, Weimar - d. 1 august 1715, Frankfurt), un compozitor care a studiat cu Bach.
3. Marie Luise (n. 18 decembrie 1697, Weimar - d. 29 decembrie 1704, Weimar).
4. Christiane Sophie (n. 7 aprilie 1700, Weimar - d. 18 februarie 1701, Weimar).

După decesul lui Johann Ernst, succesorul său și fiul cel mare, Ernst August, a fost nominalizat să preia puterile tatălui însă puterea reală a fost deținută de unchiul său, Wilhelm Ernst, până la moartea acestuia, în 1728, când  Ernst August a devenit singurul Duce de Saxa-Weimar.